# Transporte Automotor Municipal Sociedad del Estado - U.T.E.
La empresa ERSA Urbano S.A. - Autobuses Santa Fe S.R.L. - U.T.E., también conocido como Transporte Automotor Municipal Sociedad del Estado - U.T.E. o T.A.M.S.E. - U.T.E., fue una empresa de transporte público de pasajeros de la ciudad de Córdoba. La U.T.E. inició sus operaciones el 1 de septiembre de 2013 tras la unión de la empresa municipal T.A.M.S.E., con las empresas ERSA Urbano (del Grupo ERSA) y Autobuses Santa Fe. Finalizó sus operaciones como tal en marzo de 2014. Esta empresa tuvo provisoriamente como servicio a los corredores rojos, verde, anillos de circunvalación, transversales y diferenciales.

## Historia
El origen del Transporte Automotor Municipal Sociedad del Estado (TAMSE) es a mediados del año 2002, cuando el país sufría las consecuencias de la crisis socioeconómica, producto de la salida anticipada del entonces Presidente Fernando De la Rúa.
El 17 de junio de ese año, el Municipio hace caducar la concesión de la U.T.E. Ideal - San Justo que operaba las líneas de colectivos, y se hace cargo de esos corredores, suscribiendo el decreto de creación de TAMSE, la que comenzaría a funcionar con aproximadamente 70 colectivos alquilados, absorbiendo los empleados de la empresa caída y sin la posibilidad de realizar inversiones de capitalización.

### 2013
En mayo de 2013, el intendente de Córdoba, Ramón Javier Mestre, anunció la privatización de TAMSE a través de un proceso licitatorio, siendo rechazado por los choferes de la empresa y por la U.T.A. (Unión Tranviarios Automotor).
Las empresas que se presentaron para las líneas de TAMSE y las de las demás líneas de colectivos que estaban en manos privadas, fueron las empresas locales Ciudad de Córdoba y Coniferal, junto con Autobuses Santa Fe y ERSA Urbano.
El 15 de agosto de 2013 se anunció la pre adjudicación del nuevo sistema de transporte municipal (que empezará en 2014) a las 4 empresas que se presentaron a la licitación. Desde el 1 de septiembre hasta el mes de marzo de 2014, las líneas de colectivos de TAMSE fueron operados por el Grupo ERSA (a través de ERSA Urbano) y por Autobuses Santa Fe a través de una Unión Transitoria de Empresas (UTE).
TAMSE - U.T.E. llegó a administrar una flota de 310 unidades, de los cuales 60 eran diferenciales.